# 2041 Lancelot
2041 Lancelot eller 2523 P-L är en asteroid i huvudbältet som upptäcktes den 24 september 1960 av den nederländsk-amerikanske astronomen Tom Gehrels och det nederländska astronomparet Ingrid van Houten-Groeneveld och Cornelis Johannes van Houten vid Palomarobservatoriet. Den är uppkallad efter Lancelot i den keltiska mytologin.
Asteroiden har en diameter på ungefär 16 kilometer.